# 全氟-1,3-二甲基环己烷
全氟-1,3-二甲基环己烷（Perfluoro-1,3-dimethylcyclohexane）是液態的全氟化合物，是碳氫化合物1,3-二甲基环己烷的全氟取代物，在化學上及生物體中都很安定，不易產生反應。

## 製備
全氟1,3-二甲基环己烷可以用福勒过程製備，是將元素氟和氟化鈷和氣態的间二甲苯反應，選用间二甲苯而不是1,3-二甲基环己烷為反應物的原因是前者需要的氟比較少。

## 性質
全氟1,3-二甲基环己烷在化學上不易起反應，對熱穩定（可以超過400度），沒有毒性。
全氟1,3-二甲基环己烷是透明無色的液體，密度略高，低粘度及低表面張力，會快速的蒸發。全氟-1,3-二甲基环己烷是對氣體的良好溶劑，但對固體和液體則不然。
和其他的全氟環烴類似，全氟1,3-二甲基环己烷在極低的濃度下也可以偵測出來，因此是理想的示蹤劑。

## 應用
- 工作流體
- 介電質流體
- 全氟碳化合物示蹤技術（英语：Perfluorocarbon tracer）